# Przystań (osada leśna w województwie mazowieckim)
Przystań – osada leśna leśna w Polsce, położona w województwie mazowieckim, w powiecie ostrołęckim, w gminie Olszewo-Borki.